# Helix
Helix — рід великих черевоногих молюсків, ряду легеневих равликів, родини Helicidae, у якій є найбільш характерним родом. Представники роду походять з Середземномор'я, деякі види (Helix aspersa) поширились по всьому світу. Викопні рештки відомі починаючи з відкладень олігоцену. Інша назва роду — Cantareus.
Назва роду пов'язана з лат. helix («завиток», «спіраль», «гвинт»), грецького походження — грец. ἕλιξ від ἑλίσσω («кручусь», «обертаюсь»).

## Історія
З часів Ліннея родова назва Helix вживалась щодо майже всіх сухопутних черевоногих, пізніше нею стали звати лише види з мушлею (у тім числі представників роду Zonitoides та деяких інших). Протягом 1800-х визначення роду ще більш звузилось, але до початку XX ст. кілька тисяч видів родин Hygromiidae і Helicidae класифікували як приналежні до роду Helix. Тільки в 1900-х обширний рід поділили на окремі роди, залишивши у Helix лише 30 видів, близькоспоріднених з найбільш характерним видом Helix pomatia.

## Опис
Про загальні особливості молюсків ряду Pulmonata й родини Helicidae див. докладніше відповідні статті
Характерною ознакою представників роду є спірально закручена черепашка, яка захищає всі життєво важливі органи: легеню, серце, нирку й кишечник. Ззовні висовуються лише голова з мацаками й нога. На голові помітні дві пари щупалець: верхня більша пара несе на собі очі, а нижня менша використовується равликом для промацування шляху перед собою; обидві пари можуть витягатись і втягатись. Ротовий отвір розташований під головою, рот споряджений язиком-радулою, рясно покритим хітиновими зубчиками (кількість їх може сягати кількох тисяч).
Равлики роду Helix є сухопутними молюсками, отже, замість зябер вони мають спеціальний орган дихання — легеню. Вона являє собою кишеню в мантії, густо пронизану судинами, де відбувається газообмін. Кисень переноситься спеціальним кров'яним пігментом — гемоціаніном, сполукою на основі міді, аналогом гемоглобіну хребетних і еритрокруорину більшості безхретних. Спеціальний м'язовий клапан зачиняє й відчиняє дихальний отвір: газообмін йде, коли він відчинений. У разі потрапляння равлика у воду клапан замикає отвір і рятує тварину від захлинання.

### Екологія

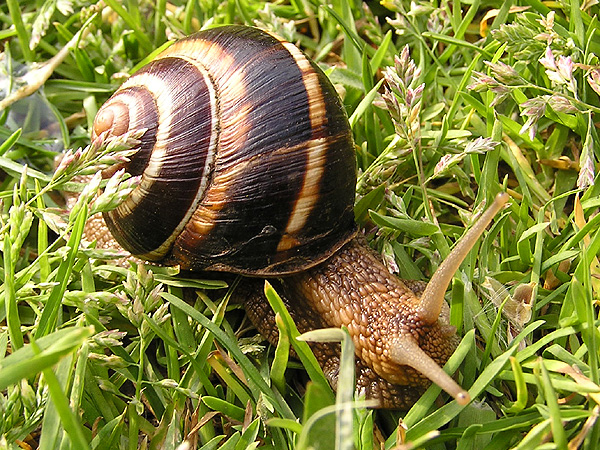
Великий строкатий слимак (Helix lucorum)

Ці равлики надають перевагу прохолодним, вологим місцям, оскільки вельми чутливі до браку вологи. Найбільш активні у нічну добу та після дощу. Під час несприятливих погідних умов замикаються у мушлі, ховаючись під камінням або в інших потайних місцях. У країнах зі посушливим кліматом прив'язані до водних джерел (трапляються навіть у вивідних шлангах кондиціонерів).
Харчуються представники роду рослинною їжею, вони здатні засвоювати більшість видів рослин, включаючи моркву й салат-латук: завдяки наявності в них симбіотичних бактерій, що розкладають целюлозу на прості цукри.
Самі равлики слугують їжею багатьом тваринам. Деякі з них, наприклад, співочий дрізд, розбивають мушлі, стукаючи ними об тверді предмети, інші, такі як жаби й ропухи, глитають їх цілком. Їх полюють й деякі равлики-хижаки — Rumina decollata й Euglandina rosea, яких часто вирощують спеціально й застосовують для контролю чисельності травоїдних наземних молюсків. Втім, у деяких місцевостях інтрузивні хижаки завдали значної шкоди аборигенним видам, таким як кубинський земляний равлик й равлики Гавайських островів.

### Розмноження

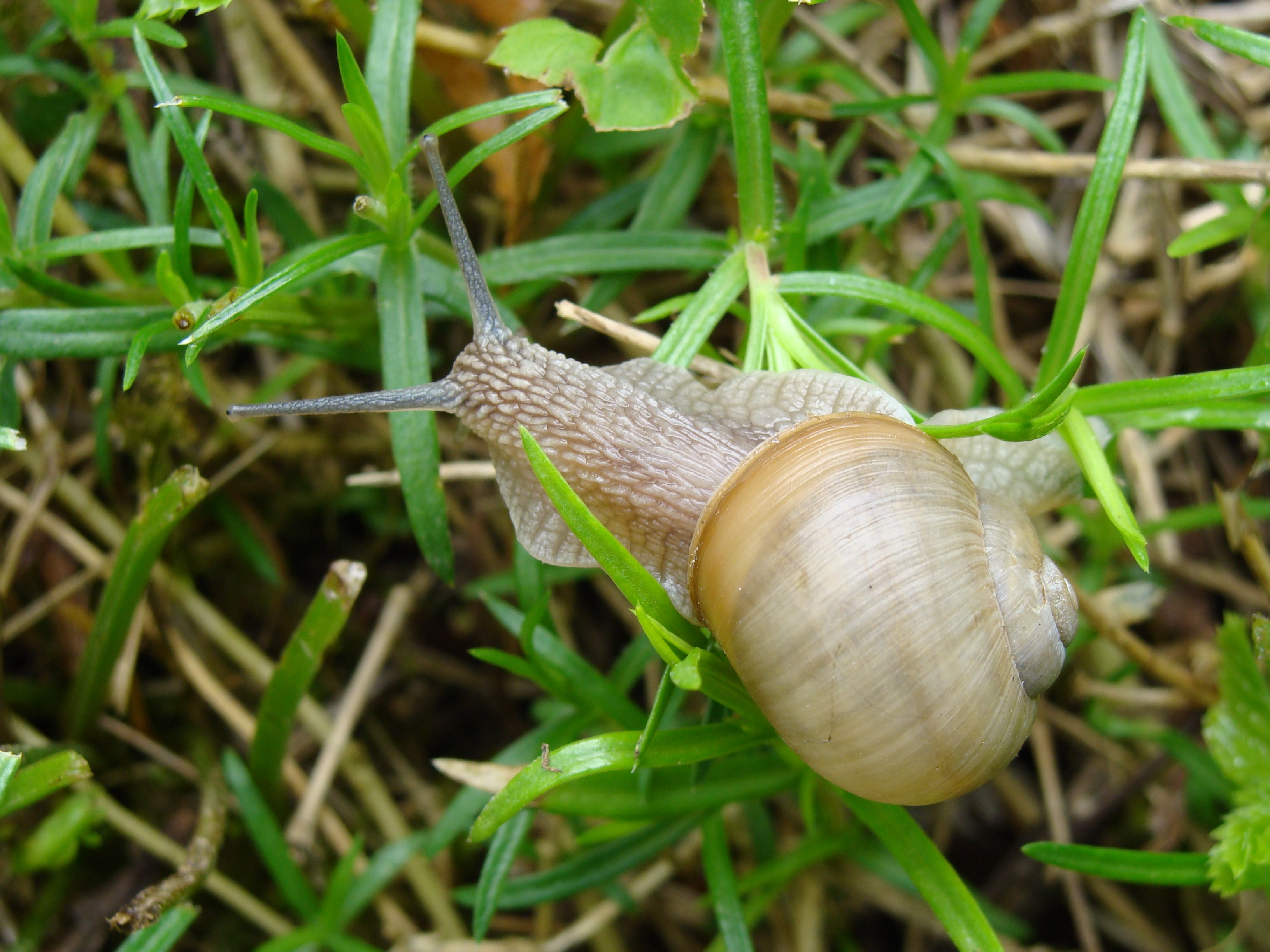
Великий жовтуватий равлик (Helix lutescens)

Молюски роду Helix — гермафродити. Яйця і сперма утворюються в них в одному органі — овотестисі (гермафродитній залозі), але надалі він ділиться на два окремих органи — сім'явивідну протоку й яйцевід.
Після того, як молоді равлики вийдуть з яєць, вони ростуть протягом одного чи кількох років, залежно від місцепроживання (у Південній Каліфорнії — 2 роки, 10 місяців — у Південній Африці). Розміри дорослих особин злегка розрізнюються у різних видів: Helix aspersa виростає до 35 мм у висоту й у ширину, у той час як Helix pomatia — до 45 мм. У дикій природі живуть равлики у середньому 2-3 роки, проте, деякі особні можуть жити значно більше: можливо, до 30 років (Helix pomatia). Багато равликів гине від хижаків і паразитів.

## Види
Рід Helix наразі включає такі підроди й види:

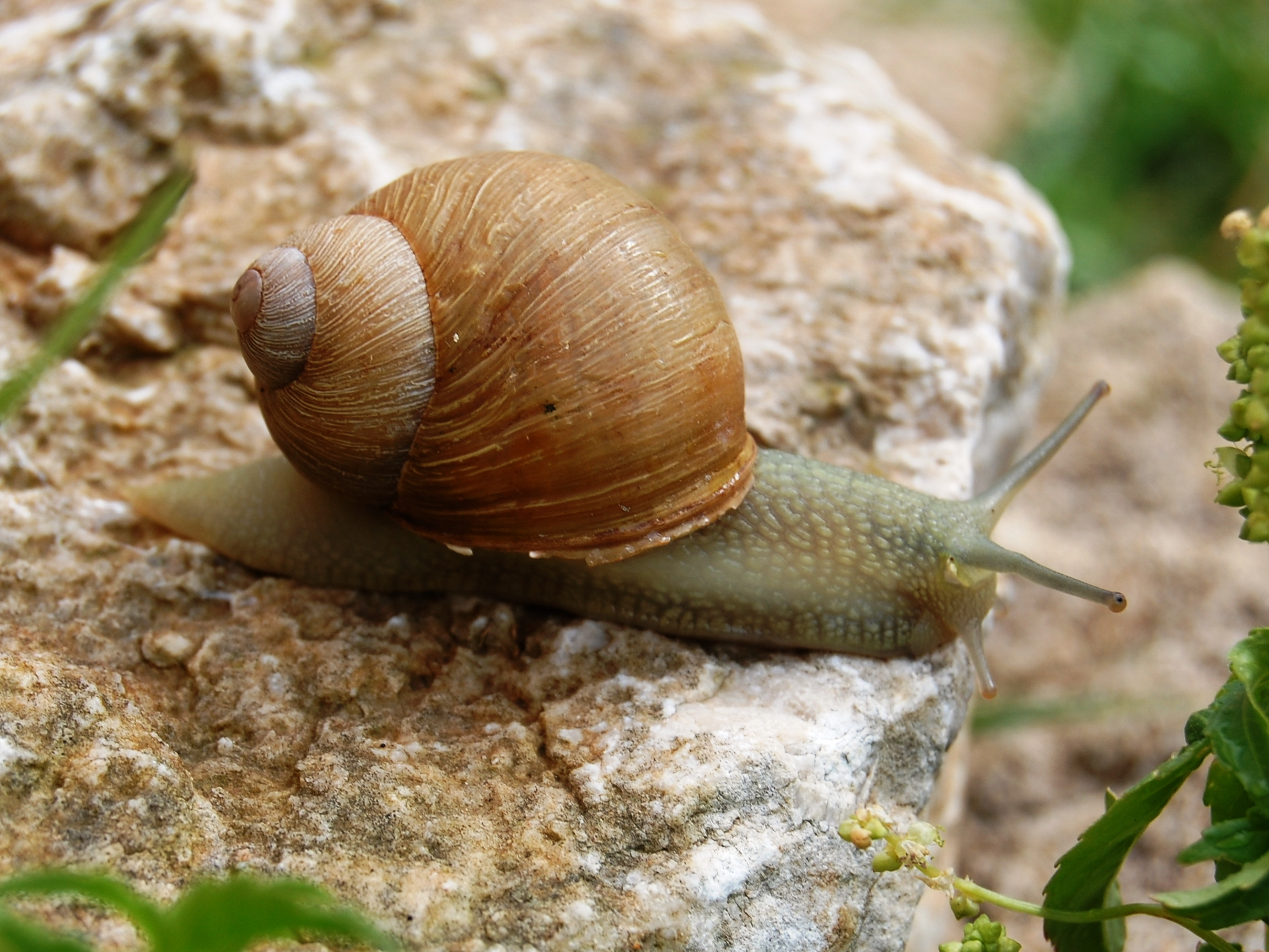
Helix mazzullii (також Cantareus mazzullii, Cornu mazzullii)

### ПідрідHelix
- Helix albescens Rossmässler, 1839
- Helix lucorum Linnaeus, 1758 — Слимак великий строкатий
- Helix pomatia Linnaeus, 1758 — Виноградний равлик
- Helix philibinensis Rossmässler, 1839

### ПідрідPelasga
- Helix pomacella Mousson, 1854
- Helix figulina Rossmässler, 1839

### ПідрідCornu
- Helix aspersa O.F.Müll., 1774 — Садовий равлик. Інші біномінальні назви — Cantareus aspersus і Cornu aspersum

### Невизначений підрід
- Helix aperta Born, 1778

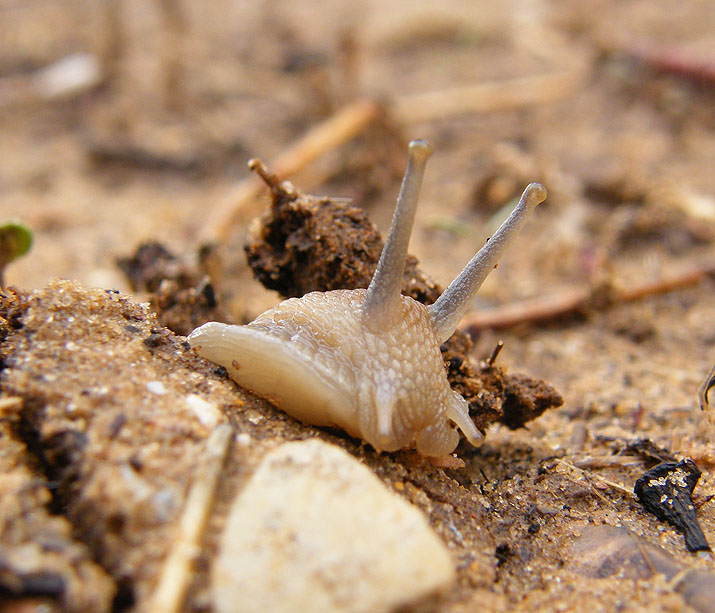
Helix engaddenis

- Helix engaddensis Bourguinat, 1852 — Левантійський польовий равлик
- Helix buchi Montpéreux, 1839. Синонім — Helix goderdziana, Mumladze, Tarkhnishvili & Pokryszko, 2008[7][8]. Найбільші за розмірами представники роду.
- Helix godetiana[9]
- † Helix insignis — існував у пізньому міоцені
- Helix lutescens Rossmässler, 1837 — Равлик великий жовтуватий
- Helix mazzullii. Синонім — Cantareus mazzullii
- Helix melanostoma Draparnaud, 1801
- Helix obruta Morelet, 1860[10]
- Helix texta Mousson, 1861[11]

## Види, що мають синонімічні родові назви
- Helix afra Gmelin, 1791 — інша назва Pedipes pedipes (Bruguière, 1789)
- Helix amarula Linnaeus, 1758 — інша назва Thiara amarula (Linnaeus, 1758)
- Helix ambigua Linnaeus, 1758 — інша назва Fossarus ambiguus (Linnaeus, 1758)
- Helix ampullacea Linnaeus, 1758 — інша назва Pila ampullacea (Linnaeus, 1758)
- Helix auricularia Linnaeus, 1758 — інша назва Radix auricularia (Linnaeus, 1758)
- Helix australis Férussac, 1821 — інша назва Austrosuccinea australis (Férussac, 1821)
- Helix complanata Linnaeus, 1758 — інша назва Hippeutis complanatus (Linnaeus, 1758)
- Helix contorta Linnaeus, 1758 — інша назва Bathyomphalus contortus (Linnaeus, 1758)
- Helix corallina Chemnitz, 1795 — інша назва Scalenostoma subulatum (Broderip, 1832)
- Helix coriacea Pallas, 1788 — інша назва Velutina coriacea (Pallas, 1788)
- Helix cornuarietis Linnaeus, 1758 — інша назва Marisa cornuarietis (Linnaeus, 1758)
- Helix corvus Gmelin, 1791 — інша назва Corvusiana corvus (Gmelin, 1791)
- Helix cyclostomoides Pfeiffer, 1840 — інша назва Vitrinella cyclostomoides (Pfeiffer, 1840)
- Helix decussata Montagu, 1803 — інша назва Rissoina decussata (Montagu, 1803)
- Helix depressa Montagu, 1803 — інша назва Skeneopsis planorbis (Fabricius, 1780)
- Helix eburnea Mühlfeld, 1824 — інша назва Melanella eburnea (Mühlfeld, 1824)
- Helix fasciata Adams J., 1800 — інша назва Lacuna parva (Costa, 1778)
- Helix fasciolata Spix in Wagner, 1827 — інша назва Asolene crassa (Swainson, 1823)
- Helix flavocincta Mühlfeld, 1829 — інша назва Eulima glabra (Costa, 1778)
- Helix fossaria Montagu, 1803 — інша назва Galba truncatula (O. F. Müll., 1774)
- Helix fragilis Linnaeus, 1758 — інша назва Lymnaea fragilis (Linnaeus, 1758)
- Helix fulgidus Adams J., 1797 — інша назва Eatonina fulgida (J. Adams, 1797)
- Helix glabrata Megerle von Mühlfeld, 1824 — інша назва Pisinna glabrata (Mühlfeld, 1824)
- Helix glauca Linnaeus, 1758 — інша назва Pomacea glauca (Linnaeus, 1758)
- Helix haliotoidea Linnaeus, 1758 — інша назва Sinum haliotoideum (Linnaeus, 1758)
- Helix janthina Linnaeus, 1758 — інша назва Janthina janthina (Linnaeus, 1758)
- Helix janthina Linnaeus, 1764 — інша назва Janthina prolongata Blainville, 1822, іншої назви Janthina globosa Swainson, 1822
- Helix labiosa Montagu, 1803 — інша назва Rissoa membranacea (J. Adams, 1800)
- Helix lacuna Montagu, 1803 — інша назва Lacuna parva (Costa, 1778)
- Helix laevigata Linnaeus, 1758 — інша назва Velutina velutina (O.F.Müll., 1776)
- Helix littorina Chiaje, 1828 — інша назва Paludinella littorina (Chiaje, 1828), іншої назви Melarhaphe neritoides (Linnaeus, 1758)
- Helix margarita Montagu, 1808 — інша назва Margarites helicinus (Phipps, 1774)
- Helix mespillum Mühlfeld, 1824 — інша назва Echinolittorina mespillum (Mühlfeld, 1824)
- Helix neritina Gmelin, 1791 — інша назва Pomacea glauca (Linnaeus, 1758)
- Helix neritoidea Linnaeus, 1758 — інша назва Sinum neritoideum (Linnaeus, 1758)
- Helix neritoidea Gmelin, 1791 — інша назва Lamellaria perspicua (Linnaeus, 1758)
- Helix nutans Mühlfeld, 1824 — інша назва Melanella nutans (Mühlfeld, 1824)
- Helix oculuscommunis Gmelin, 1791 — інша назва Pomacea glauca (Linnaeus, 1758)
- Helix otis Turton, 1819 — інша назва Otina ovata (Brown, 1827)
- Helix paradoxa Born, 1778 — інша назва Chrysostoma paradoxum (Born, 1778)
- Helix perspicua Linnaeus, 1758 — інша назва Lamellaria perspicua (Linnaeus, 1758)
- Helix petraea Montagu, 1803 — інша назва Melarhaphe neritoides (Linnaeus, 1758)
- Helix platae Maton, 1811 — інша назва Asolene platae (Maton, 1811)
- Helix priamus Gmelin, 1791 — інша назва Ampulla priamus (Gmelin, 1791)
- Helix purpurea Gmelin, 1791 — інша назва Cantharidus purpureus (Gmelin, 1791)
- Helix scabra Linnaeus, 1758 — інша назва Littoraria scabra (Linnaeus, 1758)
- Helix scarabaeus Linnaeus, 1758 — інша назва Pythia scarabaeus (Linnaeus, 1758)
- Helix serpuloides Montagu, 1808 — інша назва Skenea serpuloides (Montagu, 1808)
- Helix solida Born, 1778 — інша назва Phasianella solida (Born, 1778)
- Helix stagnalis Linnaeus, 1758 — інша назва Lymnaea stagnalis (Linnaeus, 1758)
- Helix stagnorum Gmelin, 1791 — інша назва Heleobia stagnorum (Gmelin, 1791), іншої назви Semisalsa stagnorum (Gmelin, 1791)
- Helix subcarinata Montagu, 1803 — інша назва Tornus subcarinatus (Montagu, 1803)
- Helix subcylindrica Linnaeus, 1767 — інша назва Truncatella subcylindrica (Linnaeus, 1767)
- Helix sulphurea C. B. Adams, 1849 — інша назва Tonna pennata (Mörch, 1853)
- Helix tentaculata Linnaeus, 1758 — інша назва Bithynia tentaculata (Linnaeus, 1758)
- Helix terebellum O. F. Müll., 1774 — інша назва Pyramidella dolabrata (Linnaeus, 1758)
- Helix variabilis Mühlfeld, 1824 — інша назва Rissoa variabilis (Mühlfeldt, 1824)

Деякі систематики виключають види Helix aperta, Helix aspersa і Helix mazzullii з роду Helix і поміщають їх у монотипні роди: Cantareus apertus, Cornu aspersum і Cantareus mazzullii.

## У кулінарії
(Див. докладніше Равлики в кулінарії й Молюски в кулінарії)
Равлики Helix pomatia і Helix aspersa цінуються у європейській кухні. Іспанська кулінарія також вживає сухопутних молюсків, що належать до інших родів: Otala punctata, Theba pisana, Iberus gualterianus alonensis та ін. Равликів споживають як закуски, а також як інгредієнт різних страв. М'ясо містить багато кальцію, вітаміни B1 і E, амінокислоти, і при цьому низькокалорійне й нежирне. Галузь сільського господарства, що займається вирощуванням їстівних равликів, зовуть геліцикультурою («равликівництвом»).